# 阿农维尔苏莱科特
阿农维尔苏莱科特（法語：Hannonville-sous-les-Côtes，法語發音：[anɔ̃vil su le kot]）是法国默兹省的一个市镇，位于该省东部，属于凡尔登区。

## 地理
阿农维尔苏莱科特（49°2'25"N, 5°39'31"E）面积15.71 平方千米，位于法国大東部大區默兹省，该省份为法国西北部内陆省份，北与比利时接壤，西接马恩省和阿登省，南至上马恩省和孚日省，东临默尔特-摩泽尔省。
与阿农维尔苏莱科特接壤的市镇（或旧市镇、城区）包括：阿维莱尔圣克鲁瓦、多马坦拉蒙塔涅、栋皮埃尔欧布瓦、栋库尔欧唐普利耶、埃尔伯维尔、拉莫尔维尔、瓦夫尔地区圣伊莱尔、圣莫里斯苏莱科特、蒂洛。

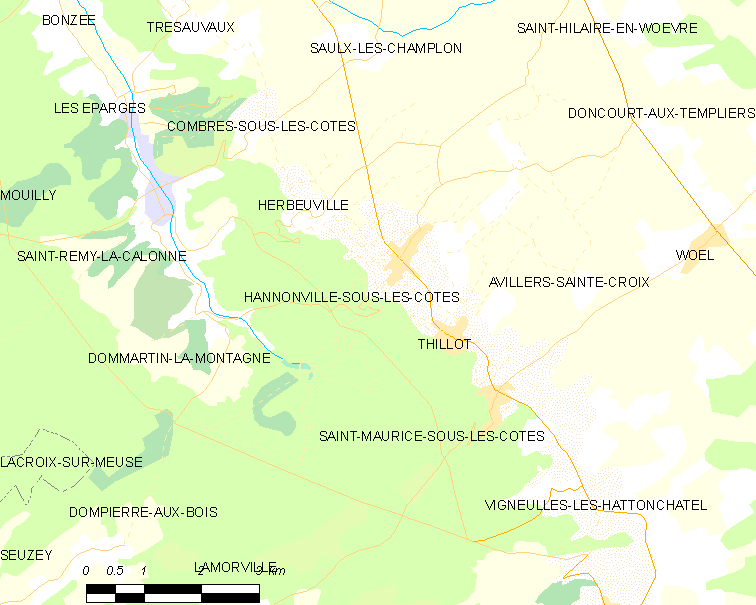
阿农维尔苏莱科特的OSM定位图

阿农维尔苏莱科特的时区为UTC+01:00、UTC+02:00（夏令时）。

## 行政
阿农维尔苏莱科特的邮政编码为55210，INSEE市镇编码为55228。

## 政治
阿农维尔苏莱科特所属的省级选区为埃坦县。

## 人口

1962-2008年间阿农维尔苏莱科特人口变化图示

阿农维尔苏莱科特于2022年1月1日时的人口数量为546人。